# Bongo DK
Bongo DK (TaruKonga au Japon) est le nom donné par Nintendo à son contrôleur de jeu vidéo ayant l'apparence de bongos. Cette manette à part entière a été conçue pour la GameCube à l'occasion de la sortie du jeu Donkey Konga. Depuis, plusieurs jeux ont été développés pour son utilisation, musicaux ou non, comme Donkey Kong Jungle Beat. 

## Principe et fonctionnement
Les Bongos DK sont deux tambours de tailles égales que l'on frappe (ou presse) afin de déclencher une action dans le jeu. Entre eux se trouve un capteur sonore qui a pour but de détecter les clappements de mains, eux aussi nécessaires au contrôle du jeu. Sur la face de la liaison entre les deux tambours se trouve un bouton pressoir Start servant généralement à interrompre ou reprendre la partie et à sélectionner une option dans les menus.
Ce contrôleur se branche comme une manette classique, sur un des ports manettes du GameCube.
La meilleure façon de tenir ces bongos est soit de les poser sur une surface plane devant soi ou de réussir à les maintenir entre ses jambes, à la manière des véritables joueurs de bongos. On peut toutefois imaginer de les poser sur ses genoux mais cette position est peu confortable et il est toujours embêtant de voir son bongos DK voyager pendant une partie.

## Jeux compatibles
- 2003 : Donkey Konga
- 2004 : Donkey Kong Jungle Beat
- 2004 : Donkey Konga 2

Logo se trouvant sur les boites de jeux compatibles avec le bongo DK.

- 2005 : Donkey Konga 3 (uniquement au Japon)

### Jeux annulés
Un jeu de course nommé DK Bongo Blast est annoncé durant l'E3 2006. Il est alors annoncé que le jeu serait compatible avec l'accessoire et qu'il sortirait en fin d'année 2006, mais il est finalement annulé sur GameCube pour être porté sur Wii sous le nom de Donkey Kong Jet Race en 2007,. Le jeu n'est plus compatible avec les Bongos et se joue plutôt avec la Wiimote et la Nunchuk.
Un jeu disponible en téléchargement à partir de 2008 sur la WiiWare de la Wii nommé Plättchen Twist 'n' Paint devait à l'origine proposer un mode multijoueur compatible avec les Bongos. Toutefois, Nintendo demande vers la fin du développement du jeu à Bplus, la société qui développe le jeu, de supprimer cette fonction. Selon Nintendo, cela aurait été injuste pour les joueurs qui n'ont pas l'accessoire.

## Voir également
- Taiko no Tatsujin : série de jeux vidéo de Namco utilisant un taiko en guise de manette.